# Chimarra anakwoswasi
Chimarra anakwoswasi är en nattsländeart som beskrevs av Malicky 1995. Chimarra anakwoswasi ingår i släktet Chimarra och familjen stengömmenattsländor. Inga underarter finns listade i Catalogue of Life.